# Universiteit van Westminster
De Universiteit van Westminster is een universiteit gelegen in Londen.

## Geschiedenis
De universiteit werd in 1838 opgericht als Royal Polytechnic Institution. Anno 2016 telt de universiteit meer dan 20.000 studenten. 

## Bekende alumni
- Henry Allingham
- George Marston
- Nick Mason
- Roger Waters
- Charlie Watts
- Timothy West
- Vivienne Westwood
- Richard Wright
- Jihadi John